# Zero (Mahmood)
Zero è un singolo del cantautore italiano Mahmood, pubblicato il 21 aprile 2021 come quarto estratto dal secondo album in studio Ghettolimpo.

## Descrizione
Il brano è la colonna sonora della fiction televisiva omonima ideata da Antonio Dikele Distefano e distribuita da Netflix.

## Tracce
Testi di Alessandro Mahmoud e Davide Petrella, musiche di Dario Faini.
1. Zero – 4:17

## Formazione
- Mahmood – voce
- Dardust – produzione, pianoforte
- Francesco "Katoo" Catitti – registrazione
- Massimo Cortellini – montaggio parti vocali
- Andrea Suriani – missaggio
- Pino "Pinaxa" Pischetola – mastering

## Classifiche
| Classifica (2021) | Posizione massima |
| ----------------- | ----------------- |
| Italia            | 44                |